# Мокроволя
Мокрово́ля — село в Україні, у Білогірській селищній територіальній громаді Шепетівського району Хмельницької області. Розташоване в південно-західній частині району, на правому березі річки Горині.

## Історія
У 1906 році село Ляховецької волості Острозького повіту Волинської губернії. Відстань від повітового міста 45 верст, від волості 1. Дворів 96, мешканців 678.
7 (20) листопада 1917 року, відповідно до Третього Універсалу Української Центральної Ради, увійшло до складу Української Народної Республіки.
12 червня 2020 року, відповідно до розпорядження Кабінету Міністрів України № 727-р «Про визначення адміністративних центрів та затвердження територій територіальних громад Хмельницької області», увійшло до складу Білогірської селищної громади.
19 липня 2020 року, в результаті адміністративно-територіальної реформи та ліквідації Білогірського району, село увійшло до складу новоутвореного Шепетівського району.
На околиці села розташована геологічна пам'ятка природи «Мезозой крейдяного періоду».

## Населення
Чисельність населення села за переписом 2001 року становила 731 особу, в 2011 році — 724 особи.
У 2020 році чисельність населення становила ▼723 особи.

### Мова
Розподіл населення за рідною мовою за даними перепису 2001 року:
| Мова       | Кількість | Відсоток |
| ---------- | --------- | -------- |
| українська | 723       | 98.91%   |
| російська  | 8         | 1.09%    |
| Усього     | 731       | 100%     |

## Галерея

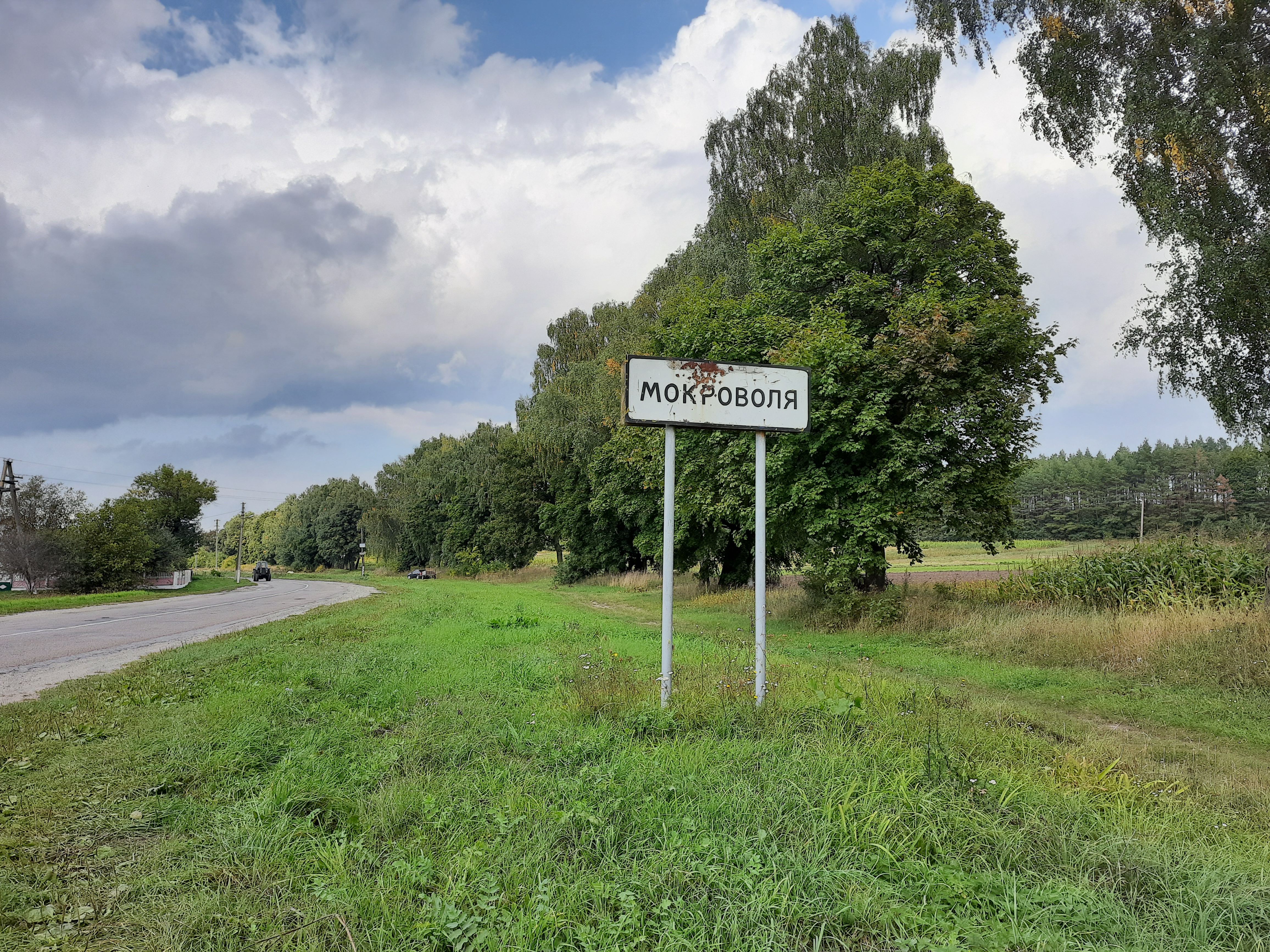
Дорожній знак при в'їзді в село
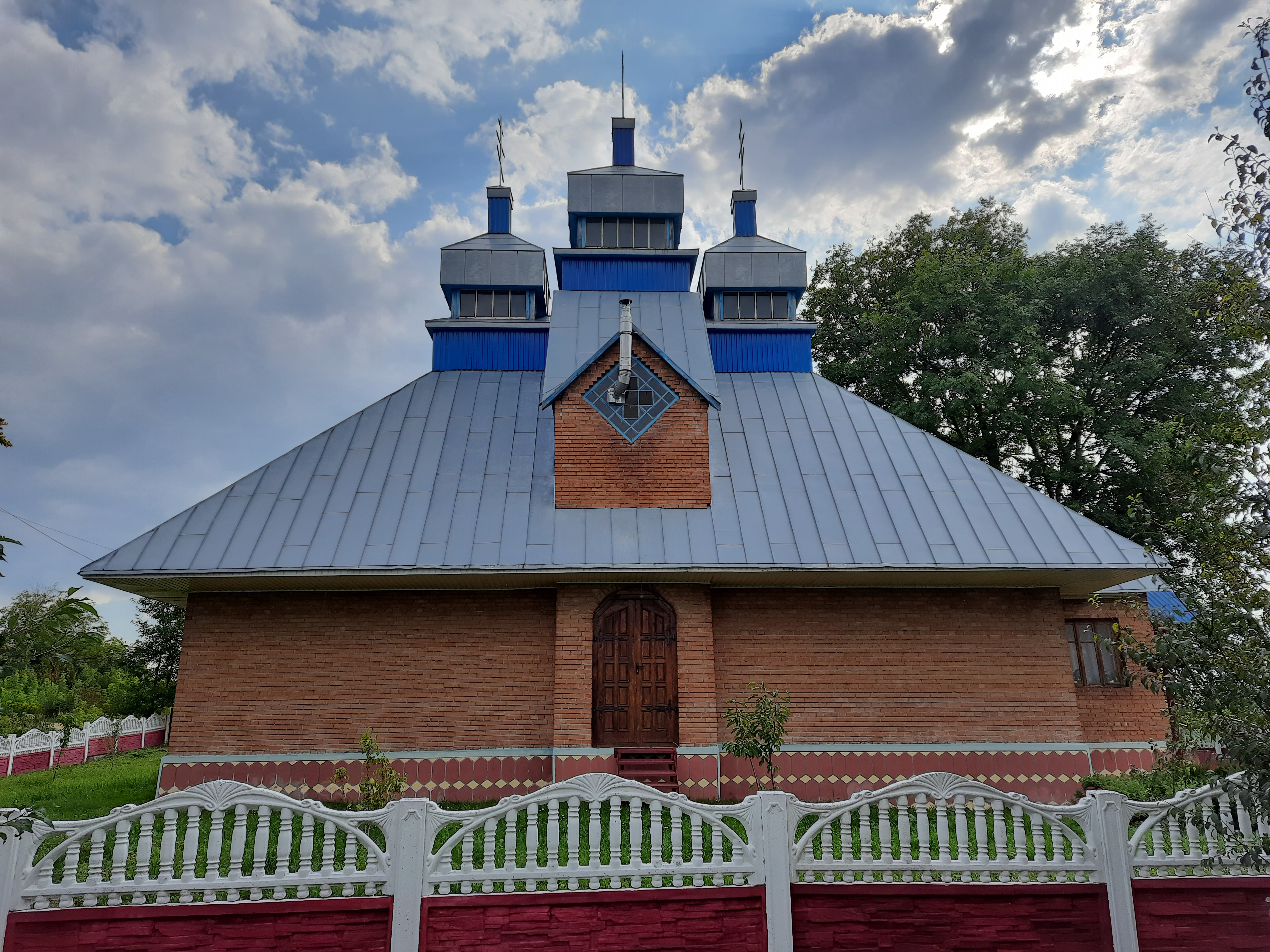
Свято-Богоявленська церква
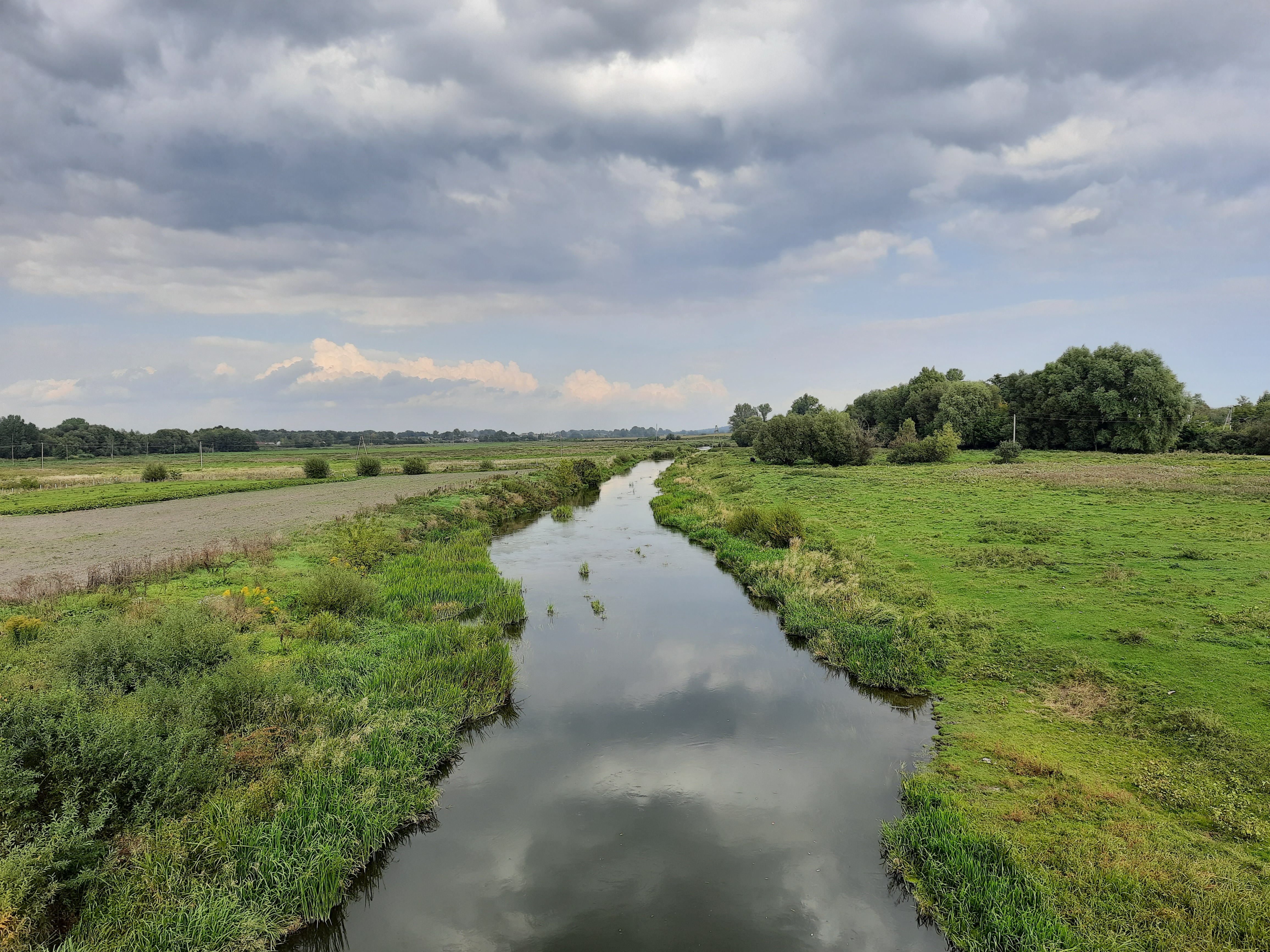
Річка Горинь біля села